# عالم الشهرة (فلم)
عالم الشهرة فيلم مصري لبناني مشترك عُرِضَ عام 1971.

## قصة الفيلم
حسن شاب مصري فقير يعيش في لبنان ، يتعرف على الثرى إبراهيم بعد إنقاذ صديقته الممثلة زيزى من الغرق، تتوسط زيزي له ليعمل بشركة إبراهيم و تحاول التقرب منه لكنه يصدها، يخلص حسن في عمله حتى يصل لمركز مدير الشركة، يتعرف على أنوار ويتحابان، إلا أن والدها يرفض زواجهما، يعرف حسن أن والد أنوار هو إبراهيم فيطلب يدها منه ويرفض طلبه، تلتقى أنوار بـلطيفة التي تكشف لها عن سلوك والدها، يعتذر إبراهيم لابنته ويوافق على زواجها من حسن.

## بطولة
- شمس البارودي
- فريال كريم
- يوسف وهبي
- نادية الجندي
- يوسف شعبان
- أماليا أبى صالح
- كيغام
- سمير شمص
- على دياب
- محمد سلمان
- عفيف شيا

## روابط خارجية
- مقالات تستعمل روابط فنية بلا صلة مع ويكي بيانات